# La Touche
La Touche ist eine französische Gemeinde mit 260 Einwohnern (Stand: 1. Januar 2022) im Département Drôme in der Region Auvergne-Rhône-Alpes. La Touche gehört zum Arrondissement Nyons und zum Kanton Dieulefit (bis 2015: Kanton Montélimar-2). 

## Geographie
La Touche liegt etwa elf Kilometer ostsüdöstlich von Montélimar am Rande der Provence. Der Jabron begrenzt die Gemeinde im Norden. Umgeben wird La Touche von den Nachbargemeinden La Bâtie-Rolland im Norden, Portes-en-Valdaine im Osten, Montjoyer im Süden, Rochefort-en-Valdaine im Westen sowie Puygiron im Nordwesten.

## Bevölkerungsentwicklung
| Jahr                       | 1962 | 1968 | 1975 | 1982 | 1990 | 1999 | 2006 | 2016 |
| -------------------------- | ---- | ---- | ---- | ---- | ---- | ---- | ---- | ---- |
| Einwohner                  | 150  | 123  | 110  | 118  | 123  | 161  | 184  | 250  |
| Quellen: Cassini und INSEE |      |      |      |      |      |      |      |      |

## Sehenswürdigkeiten
- Wehrhaus